# Schouwia
Schouwia é um género botânico pertencente à família Brassicaceae.